# Callophrys sibirica
Callophrys sibirica är en fjärilsart som beskrevs av Ruhl. Callophrys sibirica ingår i släktet Callophrys och familjen juvelvingar. Inga underarter finns listade i Catalogue of Life.